# 22 septembre en sport
22 août 22 octobre
Chronologies thématiques
- Croisades
- Ferroviaires
- Disney

Le 22 septembre est le 265e jour de l'année (266e en cas d'année bissextile) du calendrier grégorien.

## Événements

### XVIIIesiècle
- 1796 :
  - (Athlétisme) : tenue sur le Champ-de-Mars à Paris de la première Olympiade de la République. Devant 300 000 spectateurs, le programme comprend notamment des courses à pied, course de chevaux et même une course de chars à l’Antique. Six champions sont couronnés.
- 1797 :
  - (Athlétisme) : seconde Olympiade de la République à Paris. Le programme sportif des festivités révolutionnaires de Paris est complété par un concours de joutes, notamment. À noter le défilé des athlètes en ouverture de cette journée sportive et l’utilisation pour la première fois du système métrique en athlétisme.

### XIXesiècle
- 1840 :
  - (Boxe) : Nicholas "Nick" Ward devient champion d'Angleterre en s'imposant face à James Burke. Burke est disqualifié sur une faute sous la pression du clan de Ward[1].
- 1860 :
  - (Baseball) : début de la tournée du club de baseball new-yorkais, « Excelsior Baseball Club of Brooklyn » qui évolue à Washington et en Nouvelle-Angleterre[2]. Dès avant la guerre civile, les clubs new-yorkais se disputaient âprement les meilleurs joueurs. Comme le signale les auteurs américains, rien à voir ici avec les manières européennes de gentlemen.
- 1894 :
  - (Football) : première journée du premier championnat de la Southern League anglaise. Ce championnat est créé en réaction à celui de la Football League qui ne comprend que des clubs du Nord et du centre du pays. Le Sud est en effet bien plus conservateur sur la question du professionnalisme. Aussi, contrairement à son homologue nordiste, le championnat de la Southern League est, à l’origine, exclusivement réservé aux clubs amateurs. Neuf formations disputent la Division 1 ; sept autres forment la division 2.

### XXesièclede1901à1950
- 1922 :
  - (Athlétisme) : le Norvégien Charles Hoff porte le record du monde du saut à la perche à 4,12 m tandis que l'Estonien Aleksander Klumberg établit le premier record du monde du décathlon avec un score de 7 485,61 points.
- 1935 :
  - (Sport automobile) : Grand Prix automobile d'Espagne.

### XXesièclede1951à2000
- 1968 :
  - (Formule 1) : Grand Prix automobile du Canada.
- 1974 :
  - (Sport automobile) : Emerson Fittipaldi devient champion du monde des pilotes de Formule 1 en remportant le Grand Prix du Canada.
- 1983 :
  - (Athlétisme) : Zhu Jianhua porte le record du monde du saut en hauteur à 2,38 mètres.
- 1987 :
  - (Cyclisme sur piste) : Jeannie Longo, triple championne du monde de cyclisme, améliore son propre record du monde de l'heure en parcourant 44,933 km.
- 1988 :
  - (Athlétisme) : le coureur canadien Ben Johnson est disqualifié lors de la finale du 100 mètres des Jeux de Séoul ; son titre de champion olympique et son record du monde lui sont retirés. On a trouvé du stanozolol lors de son contrôle antidopage.
  - (Natation) : Janet Evans parcourt le 400 m nage libre en 4 min 03 s 85, nouveau record du monde féminin.
- 1991 :
  - (Formule 1) : Grand Prix automobile du Portugal.
- 1992 :
  - (Football) : Diego Maradona est transféré par le ASC de Naples au FC Séville pour 38 millions de francs.
- 1993 :
  - (Football) : le titre de champion de France 1993 de l'Olympique de Marseille est annulé par la Fédération française de football. Les instances du football français sacrent alors le PSG, mais les dirigeants de Canal + refusent ce titre pour des raisons commerciales, ce titre ne sera donc pas attribué. De plus, la fédération rétrograde ce club en 2e division.
- 1996 :
  - (Formule 1) : Grand Prix automobile du Portugal.
- 2000 :
  - (Natation) : Inge de Bruijn porte le record du monde et olympique féminin du 50 m nage libre à 24 secondes 13.
  - (Judo) : David Douillet devient le judoka le plus titré de l'histoire en décrochant son second titre olympique.
  - (Haltérophilie) : l'équipe bulgare d'haltérophilie est expulsée des Jeux olympiques et tous ses athlètes interdits de compétition pendant un an après la découverte de trois cas de dopage.

### XXIesiècle
- 2013 : 
  - (Basket-ball) : l'EuroBasket 2013 est remporté par l’équipe de France.
- 2015 :
  - (Cyclisme sur route /Championnats du monde) : victoire de la Néo-Zélandaise Linda Villumsen dans l'épreuve du contre-la-montre féminin.
- 2017 :
  - (Cyclisme sur route /Championnats du monde) : en espoirs, chez les hommes, victoire du Français Benoît Cosnefroy
  - (Volley-ball /Euro féminin) : début de la 30e édition du championnat d'Europe de volley-ball féminin qui se déroule en Azerbaïdjan, dans les villes de Bakou et Gandja puis en Géorgie, dans la ville de Tbilissi jusqu'au 1er octobre 2017.
- 2018 :
  - (Basket-ball /Mondial féminin) : début de la 18e édition de la Coupe du monde féminine de basket-ball qui se déroule en Espagne, sur l'archipel des îles Canaries, à Tenerife, dans les villes de La Laguna et Santa Cruz puis se terminera le 30 septembre 2018.
  - (Cyclisme sur route /Championnats du monde) : début  de la 85e édition des championnats du monde de cyclisme sur route qui se déroulent en Autriche à Innsbruck et se terminera le 30 septembre 2018.
- 2024 :
  - (Rink hockey /Mondial masculin) : en finale du championnat du monde de rink hockey qui se déroule à Novara en Italie, l'Espagne bat l'Argentine 2-1.L'Italie complète le podium.

## Naissances

### XIXesiècle
- 1855 :
  - Adolphe Clément-Bayard, pilote de courses automobile et industriel français. († 10 mai 1928).

- 1870 :
  - Charlotte Cooper, joueuse de tennis britannique. Championne olympique du simple et du double aux Jeux de Paris 1900. Victorieuse des Tournois de Wimbledon 1895, 1896, 1898, 1901, 1908.(† 10 octobre 1966).
- 1877 :
  - Francis Fisher, joueur de tennis australien. († 24 juillet 1960).
- 1879 :
  - Victor Rigal, pilote de courses automobile français. († ? juin 1941).
- 1883 :
  - Silas Griffis, hockeyeur sur glace puis golfeur et joueur de baseball canadien. († 9 juillet 1950).
- 1891 :
  - Charles Buchan, footballeur anglais. (6 sélections en équipe nationale). († 25 juin 1960).
- 1896 :
  - Henry Segrave, pilote de courses automobile britannique. († 13 juin 1930).
- 1897 :
  - Battling Siki, boxeur français. champion du monde de boxe poids mi-lourds de 1922 à 1923. († 15 décembre 1925).

### XXesièclede1901à1950
- 1903 :
  - Émile Poilvé, lutteur de libre français. Champion olympique des -79 kg aux Jeux de Berlin 1936. Médaillé de bronze aux CE de 1930. († 11 octobre 1962).
- 1906 :
  - Léopold Servole, joueur de rugby à XV français. (7 sélections en équipe de France). († 30 avril 1990).
  - Ödön Zombori, lutteur de libre et de gréco-romaine hongrois. Médaillé d'argent des -56 kg en libre aux Jeux de Los Angeles 1932 puis champion olympique aux Jeux de Berlin 1936. Champion d'Europe de lutte des 56 kg en libre 1931 puis des -56kg en libre et gréco-romaine 1933. († 29 novembre 1989).
- 1907 :
  - Philip Fotheringham-Parker, pilote de courses automobile britannique. († 15 octobre 1981).
- 1918 :
  - Alfred Dambach, footballeur français. (1 sélection en équipe de France). († 26 novembre 1960).
- 1920 :
  - Bob Lemon, joueur de baseball américain. († 11 janvier 2000).
- 1924 :
  - Bernard Gauthier, cycliste sur route français. Vainqueur des Bordeaux-Paris 1951, 1954, 1956 et 1957. († 23 novembre 2018).
- 1926 :
  - Max Heral, haltérophile français. († 26 avril 2003).
- 1927 :
  - Gordon Astall, footballeur anglais. (2 sélections en équipe nationale). († 21 octobre 2020).
  - Tommy Lasorda, joueur de baseball puis dirigeant sportif américain. († 7 janvier 2021).
- 1928 :
  - Eric Broadley, pilote de courses automobile britannique. († 28 mai 2017).
- 1930 :
  - Peter Jackson, joueur de rugby à XV anglais. Vainqueur du Grand Chelem 1957 et des Tournois des Cinq Nations 1958 et 1963. (20 sélections en équipe nationale). († 22 mars 2004).
- 1932 :
  - Ingemar Johansson, boxeur suédois. Médaillé d'argent des +81 kg aux Jeux d’Helsinki 1952. Champion du monde poids lourds de boxe de 1959 à 1960. († 30 janvier 2009).

- 1934 :
  - Lute Olson, basketteur puis entraîneur américain. Champion du monde de basket-ball masculin 1986. († 27 août 2020).
  - Carmelo Simeone, footballeur argentin. Vainqueur de la Copa América 1959. (22 sélections en équipe nationale). († 11 octobre 2014).
- 1937 :
  - Don Rutherford, joueur de rugby à XV anglais. (14 sélections en équipe nationale). († 12 ou 13 novembre 2016).
  - Ameur Hizem, footballeur puis entraîneur tunisien. († 4 septembre 2023).
- 1944 :
  - Jim Forrest, footballeur écossais. (5 sélections en équipe nationale). († 27 septembre 2023).

- 1950 :
  - Lino Červar, entraîneur de handball yougoslave puis croate et macédonien. Sélectionneur de l'équipe d'Italie de 1994 à 2000, de l'équipe de Croatie de 2002 à 2010 et de 2017 à 2021, championne olympique aux Jeux d'Athènes 2004 et championne du monde de handball masculin 2003 ainsi que de l'Équipe de Macédoine du Nord de 2016 à 2017.

### XXesièclede1951à2000
- 1954 :
  - Étienne Giroire, navigateur franco-américain.

- 1957 :
  - Giuseppe Saronni, cycliste sur route italien. Champion du monde de cyclisme sur route 1982. Vainqueur des Tours d'Italie 1979 et 1983, du Tour de Suisse 1982, de la Flèche wallonne 1980, du Tour de Lombardie 1982 et Milan-San Remo 1983.
- 1958 :
  - Franco Forini, pilote de courses automobile suisse.
  - Eddy Planckaert, cycliste sur route belge. Vainqueur du Tour de Belgique 1984, du Tour des Flandres 1988 et de Paris-Roubaix 1990.
- 1961 :
  - Vince Coleman, joueur de baseball américain. Santiago Lange.
  - Santiago Lange, navigateur argentin. Champion olympique du Nacra 17 aux Jeux de Rio 2016.
- 1965 :
  - Tony Drago, joueur de snooker maltais.
  - Soren Lilholt, cycliste sur route danois. Vainqueur du Tour de Luxembourg 1987.
- 1966 :
  - Mike Richter, hockeyeur sur glace américain. Médaillé d'argent aux Jeux de Salt Lake City 2002.
- 1967 :
  - Rickard Rydell, pilote de courses automobile d'endurance suédois.
- 1970 :
  - Bruno Hamm, basketteur français. Vainqueur de la Coupe Korać 2002. (27 sélections en Équipe de France).

- - Emmanuel Petit, footballeur puis consultant TV français. Champion du monde de football 1998. Champion d'Europe de football 2000. (63 sélections en équipe de France).
- 1971 :
  - Michael Hansen, footballeur puis entraineur danois.
- 1972 :
  - Alessandro Frosini, basketteur puis entraîneur italien. Vainqueur des Euroligue 1998 et 2001

- 1976 :
  - Ronaldo, footballeur brésilien. Médaillé de bronze aux Jeux d'Atlanta 1996. Champion du monde de football 1994 et 2002. Vainqueur des Copa América 2004 et 2007, de la Coupe d'Europe des vainqueurs de coupe 1997 et de la Coupe UEFA 1998. (98 sélections en équipe nationale).
- 1977 :
  - Adonis Stevenson, boxeur canado-haïtien. Champion du monde poids mi-lourds de boxe depuis le 8 juin 2013.
- 1978 :
  - Harry Kewell, footballeur australien. Vainqueur de la Ligue des champions 2005. (58 sélections en équipe nationale).

- 1979 :
  - Swin Cash, basketteuse américaine. Championne olympique aux Jeux d'Athènes 2004 puis aux Jeux de Londres 2012. Championne du monde de basket-ball féminin 2010. (81 sélections en équipe nationale).
- 1984:
  - Yukiya Arashiro, cycliste sur route japonais.

- - Thiago Silva, footballeur franco-brésilien. Médaillé de bronze aux Jeux de Pékin 2008 puis médaillé d'argent aux Jeux de Londres 2012. Vainqueur de la Copa América 2019. (85 sélections en équipe nationale).
- 1985 :
  - Jamie Mackie, footballeur écossais. (9 sélections en équipe nationale).

- 1986 :
  - Manon André, joueuse de rugby à XV française. Victorieuse du Grand Chelem 2014. (48 sélections en équipe de France).
- 1987 :
  - Derick Brassard, hockeyeur sur glace canadien. Champion du monde de hockey sur glace 2016.
  - Zdravko Kuzmanović, footballeur serbo-suisse. (50 sélections avec l'équipe de Serbie).
- 1988 :
  - Caroline Ladagnous, joueuse de rugby à XV française. (52 sélections en équipe de France).
  - Sohrab Moradi, haltérophile iranien. Champion olympique des -94 kg aux Jeux de Rio 2016. Champion du monde d'haltérophilie des -96 kg 2018.
- 1989 :
  - Audrey Cordon, cycliste sur route française.
  - Sabine Lisicki, joueuse de tennis allemande.
- 1990 :
  - Jakob Ankersen, footballeur danois.
  - Peter Ankersen, footballeur danois. (27 sélections en équipe nationale).
- 1991 :
  - Kristiina Mäki, athlète de demi-fond et de fond finlandaise puis tchèque.

- - Pascal Martinot-Lagarde, athlète de haies français. Médaillé de bronze du 110 m haies aux CE d'athlétisme 2014 puis champion d'Europe d'athlétisme du 110 m 2018.
- 1992 :
  - Bob Jungels, cycliste sur route luxembourgeois. Champion du monde de cyclisme sur route du contre la montre par équipes 2016 et 2018. Vainqueur de Liège-Bastogne-Liège 2018.
- 1993 :
  - Ollie Devoto, joueur de rugby à XV anglais. Vainqueur du Tournoi des Six Nations 2020 et de la Coupe d'Europe de rugby à XV 2020. (2 sélections en équipe nationale).
  - Onayssa S'Bahi, basketteuse française.
- 1994 :
  - Robert Andrich, footballeur allemand.
  - Blanka Bíró, handballeuse hongroise. (112 sélections en équipe nationale).
  - Carlos Correa, joueur de baseball américain.
  - Mohamed Kanno, footballeur saoudien. (55 sélections en équipe nationale).
  - Boubacar Moungoro, basketteur franco-malien.
- 1995 :
  - Dakari Johnson, basketteur américain.
  - Kahlil Thomas, basketteur américain.
- 1996 :
  - Anthoine Hubert, pilote de courses automobile français. († 31 août 2019).
  - Diego Valoyes, footballeur colombien. (8 sélections en équipe nationale).
  - Dylan Windler, basketteur américain.
- 1999 :
  - Robert Woodard II, basketteur américain.
- 2000 :
  - Ismet Lushaku, footballeur kosovar.

### XXIesiècle
- 2006 :
  - Oliver Lukić, footballeur croate.

## Décès

### XXesièclede1901à1950
- 1938 : 
  - Thomas Hooman, 87 ans, footballeur anglais. (° 28 décembre 1850).
- 1948 : 
  - Paul Roos, 67 ans, joueur de rugby à XV sud-africain. (4 sélections en équipe nationale). (° 30 octobre 1880).
- 1950 :
  - Duncan McPhee, 57 ans, athlète de demi-fond britannique. Médaillé d'argent du 3 000m par équipes aux Jeux de Paris 1924. (° 17 octobre 1892).

### XXesièclede1951à2000
- 1970 :
  - Paul Fritsch, 69 ans, boxeur français. Champion olympique des -57,2 kg aux Jeux d'Anvers 1920. (° 25 février 1901).
- 1991 : 
  - Louis Dugauguez, 73 ans, footballeur puis entraîneur français. Sélectionneur de l'équipe de France de 1967-1968. (° 21 février 1918).
- 1996 :
  - József Sir, 84 ans, athlète de sprint hongrois. (° 28 avril 1912).

### XXIesiècle
- 2002 : 
  - Raoul Rémy, 82 ans, cycliste sur route français. (° 25 octobre 1919).
- 2005 : 
  - Leavander Johnson, 35 ans, boxeur américain. Champion du monde poids légers de boxe du 17 juin au 17 novembre 2005. (° 24 décembre 1969).
- 2011 : 
  - Mansoor Ali Khan, Nawab de Pataudi, 70 ans, joueur de cricket indien. (46 sélections en test match). (° 5 janvier 1941).
- 2015 :
  - Yogi Berra, 90 ans, joueur de baseball américain. (° 12 mai 1925).